# Julio César Chávez Jr.
Julio César Chávez Carrasco, meglio noto come Julio César Chávez Jr. (Culiacán, 16 febbraio 1986), è un pugile messicano.

## Biografia
Chávez nasce a Culiacán nella provincia di Sinaloa in Messico. É il figlio della leggenda del pugilato Julio César Chávez. 

## Caratteristiche tecniche
Pugile guardia destra, é potente e capace di far male con entrambe le mani.

## Carriera
Debutta sul ring il 26 settembre 2003, a soli 17 anni, al Parque Revolucion nella sua città natale Culiacán contro Jonathan Hernandez, vincendo per decisione unanime in 4 round. Per il suo quinto match da professionista viene scelto un palcoscenico d'onore, dove hanno combattuto tanti grandi campioni del pugilato, come l'hotel-casinò MGM Grand di Las Vegas, dove sconfigge con decisione unanime in 4 round Oisin Fagan.
Nel dicembre 2005, Chávez Jr. aveva già combattuto 23 match vincendoli tutti (18 per KO) quando affronta Carlos Molina, che lo costringe al pareggio sulle 6 riprese, destando più di qualche polemica. Lo affronterà di nuovo nel febbraio successivo vincendo per majority decision sempre sulle 6 riprese.
Il 9 giugno del 2007 affronta Grover Wiley al Madison Square Garden di New York, pugile che in precedenza aveva affrontato e sconfitto nel suo ultimo match da pro suo padre. Il match. intitolato "Venganza de sangre", finisce con la vittoria del giovane Chavez per KO alla terza ripresa.
Il primo titolo arriva a soli 20 anni, quando si aggiudica il titolo mondiale giovanile dei superwelter versione WBC sconfiggendo Jermaine White per KO al quarto round. Il 9 febbraio del 2008, sconfiggendo per KO all'ottavo round José Celaya, si aggiudica il titolo continentale delle Americhe dei Superwelter versione WBC. Il 28 marzo 2009 fa suo il titolo latino dei superwelter versione WBC sconfiggendo ai punti con decisione unanime Luciano Leonel Cuello.
Dopo 7 anni di professionismo e 40 match disputati il giovane campione ha la possibilità di ottenere una "title shot", cambia allenatore ed entra a far parte dei pugili allenati da Freddie Roach. Si nota subito come il giovane messicano sia migliorato nella velocità e nella tecnica. Il 26 giugno 2010 all'Alamodome di San Antonio affronta il pugile americano di origine irlandese John Duddy sconfiggendolo ai punti con decisione unanime e aggiudicandosi il titolo Silver dei pesi medi versione WBC. In quella stessa serata a suo padre viene reso l'onore alla sua carriera presentandolo prima dei due contendenti.
Il 4 giugno 2010 affronta allo Staples Center di Los Angeles l'imbattuto tedesco Sebastian Zbik, campione del mondo in carica dei pesi medi versione WBC. Si aggiudica il match al termine delle 12 riprese ai punti per majority decision, diventando così il nuovo Campione del Mondo dei pesi medi versione WBC e divenendo così il primo messicano di sempre a vincere il titolo mondiale nella categoria dei pesi Medi.
Titolo che difende per la prima volta il 19 novembre del 2011 a Houston sconfiggendo per KO alla quinta ripresa Peter Manfredo jr.
Perde il titolo contro Sergio Martínez il 15 settembre del 2012, sulla distanza delle 12 riprese, ai punti con verdetto unanime, subendo la prima sconfitta nel mondo dei professionisti.
Affronta il 28 giugno 2025 lo youtuber, attore e pugile Jake Paul perdendo per decisione unanime.